# Ншхарк
Ншхарк (арм. Նշխարք) — село в марзе Гегаркуник, на востоке Армении. Село расположено в 16 км к югу от города Мартуни, в 35 км к северу от города Ехегнадзор на трассе Мартуни — Ехегнадзор. Село подчиняется сельсовету Геховита.